# Judson Mills
Judson Mills (Washington, 1969. május 10. –) amerikai színész.
Beceneve: J a Kölyök. A közönség leginkább a Chuck Norris nevével fémjelzett sikersorozat, a Walker, a texasi kopóból ismerheti, ahol Francis Gage-t, egy fiatal rangert alakított. A sorozatban két évig, 1999 és 2001 között szerepelt.
A sorozatbeli társát Sidney Cook-nak hívták. 1991-től 1993-ig szerepelt az As the World Turns című amerikai szappanoperában. A széria 1956-tól 2010-ig futott az amerikai CBS csatornán. Ugyancsak feltűnt színészként az X-akták sorozatban.

## Gyermekkora
Judson Washingtonban született, de Virginiában nőtt fel. Kedvenc hobbijai a vadászat, horgászat és az amerikaifutball. Fekete övet szerzett taekwondóban, ezt a tehetségét a Walker, a texasi kopó című sorozatban kamatoztatja.

## Magánélete
Judson Mills háromszor nősült és három gyermek édesapja. Első házasságát 1990 májusában kötötte a színésznő Christiaan Torrez-el. 1993-ban váltak el. Ezután 1997-ben feleségül vette akkori barátnőjét Julie-t aki egy fiúval, Daltonnal ajándékozta meg. A pár 2002-ben szétment. 2005-ben elvette jelenlegi feleségét Morgan Rea-t, akivel két fiuk született, Jagger és Cash.

## További információ
- Judson Mills a PORT.hu-n (magyarul)
- Judson Mills az Internetes Szinkronadatbázisban (magyarul)
- Judson Mills az Internet Movie Database-ben (angolul)
- Judson Mills a Rotten Tomatoeson (angolul)